# Загублені в пісках
«Загублені в пісках» (рос. «Затерянные в песках») — український радянський художній фільм 1984 року режисера Миколи Ільїнського. За мотивами оповідання Олександра Серафимовича «Піски» (1908).

## Сюжет
Безрадісне життя в пісках з немічним чоловіком-мельником розпалила в молодій жінці жадібність і злість. Вона проклинає своє безглузде подружжя і щодня підсипає чоловікові в їжу миш'як, повільно вбиваючи його…

## У ролях
- Людмила Зайцева — Господиня
- Марк Прудкін — Старий
- Григорій Гладій
- Борис Александров
- Богдан Бенюк
- Віктор Мірошниченко
- Людмила Лобза
- Наталя Сумська
- Ігор Черницький

## Творча група
- Автор сценарію і режисер-постановник: Микола Ільїнський
- Оператор-постановник: Сурен Шахбазян
- Художники-постановники: Борис Жуков, Василь Безкровний; художник-декоратор — Б. Тюлебаєв
- Композитор: В'ячеслав Артьомов
- У фільмі використано музику композиторів Євгена Станковича і Альфреда Шнітке
- Звукооператор: Юрій Каменський
- Художники: по костюмах — Н. Коваленко, Катерина Гаккебуш; по гриму — Е. Кузьменко
- Режисери: В. Волошин, Микола Федюк
- Оператор: Ігор Мамай
- Комбіновані зйомки: оператор — Валентин Симоненко, художник — В. Кашин
- Режисер монтажу: Таїса Кряченко
- Редактор: Інеса Размашкіна
- Директор картини: Микола Весна